# Власов, Митрофан Ефимович
Митрофан Ефимович Власов (1915—1943) — участник Великой Отечественной войны, командир пулемётного взвода 86-го стрелкового полка (180-я стрелковая дивизия, 38-я армия, Воронежский фронт), лейтенант. Герой Советского Союза (1943).

## Биография
Родился 7 [20] декабря 1915 года в деревне Богдановка Горшеченской волости Нижне-Девицкого уезда Воронежской губернии (ныне Горшеченский район Курской области). Русский.
В 1933 году окончил школу, работал печатником в типографии районной газеты.
В Красной Армии в 1937—1939 годах и с 1941 года. Участник Великой Отечественной войны с 1941 года. В 1942 году окончил курсы младших лейтенантов. Член ВКП(б)/КПСС с 1943 года.
Погиб 17 октября 1943 года при освобождении села Старые Петровцы.
Похоронен в братской могиле в селе Старые Петровцы Вышгородского района Киевской области Украины.

## Память
- Имя Героя носила пионерская дружина школы села Старые Петровцы.

## Награды
- Звание Героя Советского Союза присвоено 29 октября 1943 года.
- Награждён орденами Ленина и Красной Звезды, а также медалями.